# Sue Novara
Sue Novara (* 22. November  1955 in Flint, Michigan) ist eine ehemalige US-amerikanische Bahnradsportlerin und Radsporttrainerin.
Sue Novara begann, wie andere US-amerikanische Radsportlerinnen auch, ihre sportliche Laufbahn als Eisschnellläuferin, um dann zum Bahnradsport zu wechseln. Mit 16 Jahren fuhr sie ihren ersten Sprint-Wettbewerb. Mit 20 Jahren wurde sie als jüngste Sportlerin US-amerikanische Meisterin. Diesen Erfolg konnte sie viermal wiederholen in Konkurrenz zu ihrer schärfsten Gegnerin Sheila Young.
Zweimal, 1975 und 1980, wurde Sue Novara Weltmeisterin im Sprint, zweimal gewann sie Silber und einmal Bronze.
1984 trat „Navajo Sue“, wie sie wegen ihres langen Pferdeschwanzes genannt wurde, vom aktiven Rennsport zurück; von 1986 bis 1988 betreute sie das US-amerikanische Frauen-Bahnradteam. Seit ihrer Eheschließung heißt sie Novara-Reber.
1991 wurde Sue Novara-Reber in die United States Bicycling Hall of Fame aufgenommen.